# David Krmpotich
David Krmpotich, né le 20 avril 1955 à Duluth (Minnesota), est un rameur d'aviron américain. 

## Carrière
David Krmpotich participe aux Jeux olympiques de 1988 à Séoul et remporte la médaille d'argent avec le quatre sans barreur américain composé de Thomas Bohrer, Richard Kennelly et Raoul Rodriguez.